# Нововладимировка (Кировоградская область)
Нововладимировка (укр. Нововолодимирівка) — село в Аджамской сельской общине Кропивницкого района Кировоградской области Украины.
Население по переписи 2001 года составляло 50 человек. Почтовый индекс — 27620. Телефонный код — 522. Код КОАТУУ — 3522585404.